# المدحتية
المدحتية مدينة ومركز قضاء الحمزة الغربي،  جنوب محافظة بابل تبعد عن مدينة الحله مركز محافظة بابل حوالي 30 كم  كانت تتبع إداريا الى قضاء الهاشمية. مساحتها 609.25 هكتاراً، وهي في السهل الرسوبي من العراق ذات مناخ صحراوي جاف تربتها رسوبية نهرية، مصدر الماء للمدينة هو شط الحلة الذي كان مجرىً لنهر الفرات سابقاً، وفيها مرقد الحمزة الغربي الذي يُنسب إلى الامام علي بن أبي طالب ولذلك اشتهرت المدينة بمدينة الحمزة الغربي نسبة إلى وجود قبره فيها، وتعد مركزاً مهما للوافدين من داخل العراق وخارجه مما ادى إلى نهضة في الانشطة الاقتصادية والحرفية التي دخلت في مجال الصناعات التراثية كصناعة السجاد البسيط المتنوعة وتعتبر من أهم الصناعات الشعبية.

## سكان مدينة المدحتية
| السنة | العدد  |
| 1997  | 89225  |
| 2007  | 123684 |
| 2020  | 165024 |

## أحياء مدينة المدحتية
| اسم الحي   | مساحته هكتاراً | سكانه سنة 2020 |
| حي الإمام  | 95.7          | 16658          |
| حي الأمير  | 142.8         | 10550          |
| حي الزهراء | 53.5          | 3927           |
| حي الحسين  | 212           | 26597          |
| هور حجاب   | 65.6          | 3886           |

## استعمالات أرض المدحتية

خارطة المدحتية وفيها ألوان استعمالات الأرض

متنزه الرياحين.

أكثر أرض مدينة المدحتية هي للسكن، إذ فيها 403 هكتاراً مخصصة للمساكن حتى سنة 2017، وفي تلك السنة كان في المدحتية 12 مدرسة ابتدائية، وست مدارس متوسطة، وخمس ثانويات، وثلاث مدارس تعليم مهني، وروضة واحدة.
| الاستعمال       | مساحته هكتاراً |
| سكني            | 403           |
| صناعي           | 10.17         |
| تجاري           | 17.!2         |
| ترفيهي ومنتزهات | 25.26         |
| خدمات المجتمع   | 22.01         |
| بنى تحتية       | 11.38         |
| بنايات عامة     | 12.45         |
| طرق             | 71.51         |
| أراضي زراعية    | 22            |
| أراضي فارغة     | 14.11         |

### أحياء المدينة
بعض من أحياء مدينة المدحتية ـ قضاء الحمزة الغربي[بحاجة لمصدر]:
- حي الأمير (الجمعية)
- حي الإمام
- حي القصبة القديمة (المدينة القديمة)
- حي الحسين (الحي العسكري)
- حي الدولار (الجمعية الجديدة)
- حي الزهراء
- حي مكصد
- حي السلام
- حي عدنان
- حي البلدية
- حي بابل (هور حجاب)
- حي النصر (المجمع التركي)
- حي الباشية
- حي الأصدقاء
- البيوت واطئة الكلفة
- حي الجوادين

### أهم الشوارع في المدحتية
- شارع 60
- الطريق الدولي السريع
- شارع باب القبلة
- شارع الجمعية الرئيسي
- شارع حي الحسين الرئيسي
- شارع البلدية
- شارع المعارض
- شارع الوسطاني
- شارع المعارة
- شارع سوق الذهب

### أهم مدارس مركز القضاء - المدحتية
- - المدارس الاعدادية:

إعدادية المدحتية للبنات، وفي البناية نفسها متوسطة الحريري وابتدائية زهرة الربيع

- إعدادية المدحتية المهنية / حي سومر - شارع 60.
- إعدادية المدحتية للتجارة / شارع 60 - حي سومر.
- إعدادية المدحتية الزراعية / شارع البلدية - مجاور مديرية الزراعة.
- إعدادية المدحتية للبنين / حي مكصد - قرب مديرية الشرطة.
- إعدادية المدحتية للبنات / شارع 60 - قرب النادي الرياضي.
- إعدادية الحكيم للبنين / حي الأمير.
- إعدادية ميسلون للبنات / شارع الجمهورية - سوق العرب.
- ثانوية الحمزة الغربي للبنين / حي الحسين - شارع الوسطاني.
- ثانوية الحمزة الغربي للوقف الشيعي /حي الحسين.
  - المدارس المتوسطة:
- متوسطة المدحتية للبنين / حي مكصد.
- متوسطة سيف الجابري للبنين / شارع 60 - قرب الكراج الموحد.
- متوسطة الحريري للبنات / شارع 60 - مجاور المكتبة العامة.
- متوسطة ام سلمة للبنات / شارع الجمهورية.
- متوسطة الوقف الشيعي للبنين / حي الزهراء.
  - المدارس الابتدائية:
- مدرسة المنامة الابتدائية للبنات / شارع البلدية.
- مدرسة نجمه المساء الابتدائية للبنات /شارع البلدية - قرب المركز الصحي.
- مدرسة المدحتية الابتدائية للبنين / شارع الرسول - قرب مول در الأمير.
- مدرسة المجتبئ الابتدائية للبنات / شارع البلدية - قرب مديرية البلدية.
- مدرسة البصرة الابتدائية للبنات / حي البلديات -قرب المستشفى البيطري.
- مدرسة الحمزة الابتدائية للبنين / حي البلديات - قرب جامع الإمام القائم.
- مدرسة شط العرب الابتدائية للبنات / حي الأمير -شارع النسيج.
- مدرسة زهرة الربيع الابتدائية للبنات /شارع 60 - قرب المنتدى الشبابي.
- مدرسة السرور الابتدائية للبنين / حي الأمير.
- مدرسة العفة الابتدائية للبنات / حي الحسين - قرب المتنزه.
- مدرسة ابن سيرين الابتدائية للبنين / حي القصبة القديمة.
- مدرسة المجتبى الإبتدائية للبنين / حي القصبة القديمة.
- مدرسة زكريا الابتدائية للبنين / حي الأمير.

و توجد العشرات من المدارس موزعة على أحياء مركز المدينة والقرى التابعة إلى قضاء الحمزة الغربي.
- - المدارس الخاصة (الأهلية)

## التعليم في قضاء الحمزة الغربي (المدحتية)
تبلغ نسبة الأمية فيها حوالي 3.5% من مجموع السكان وتعد هذه النسبة جيدة نسبيا إذا قارناها مع مثيلاتها من المدن العراقية، من جانب آخر تحتوي المدينة على عدد لا بأس به من المدارس الابتدائية والمتوسطة والإعدادية والمهنية تأسست أولها في بداية القرن العشرين وهي مدرسة المدحتية الابتدائية للبنين ولا زالت هناك مدارس قيد التأسيس.
وتعد «إعدادية المدحتية للبنين» من أقدم المدارس الثانوية في محافظة بابل حيث تم تاسيسها عام 1929 وهي قائمة حتى الآن وتعد من أفضل المدارس الثانوية، وتوجد مدرسة ثانوية أخرى وهي مدرسة إعدادية الحكيم للبنين التي انقسمت في نهاية عام 2015 عن ثانوية الحكيم، وتعد ثانوية ميسلون للبنات وثانوية المدحتية للبنات من أقدم المدارس في محافظة بابل، وتعد إعدادية المدحتية المهنية من أكبر وأقدم المدارس المهنية في منطقة الفرات الأوسط.

## الاتصالات والإنترنت
توفرت خدمات اتصال الإنترنت في قضاء الحمزة الغربي «مدينة المدحتية» في فترة متاخرة مثلها كمثل بقية المدن العراقية، حيث أن شبكة الإنترنت في عهد صدام حسين كانت متوفرة عن طريق مراكز محدودة أو عن طريق مودم الهاتف. أما الاتصالات اللاسلكية فقد كانت موجودة أيضاً ولكن لم يسمح باستخدامها إلا في نطاق ضيق في مجال القيادات فقط مستخدماً هواتف الثريا المرتبطة بالأقمار الصناعية توفرت خدمات اتصال الإنترنت في المدينة في فترة متاخرة جداً.
ومنذ عام 2003 م دخل الإنترنت والاتصالات اللاسلكية للمدينة وأصبحت في متناول الجميع، حيث يقدر عدد مستخدمي الإنترنت في المدينة بحوالي 30,000 مستخدم.

## روابط خارجية
- المدحتية نت - نبذة عن محافظة بابل